# 张东霜
张东霜（1989年12月13日—），中国女子帆船运动员，2011年夏季世界大运会女子辐射级金牌得主、2014年亚洲运动会女子辐射级金牌得主、2018年亚洲运动会女子辐射级银牌得主。